# Direct Connect Architecture
Direct Connect Architecture використовується для збільшення продуктивності і ефективності за рахунок усунення вузьких місць у шинній архітектурі. Відсутня передня шина, через це швидкість обміну даними між процесором, системою введення-виведення та пам'яттю збільшується. Контролер пам'яті міститься в ядрі процесора, а не на материнській платі, як в минулому поколінні.
Direct Connect Architecture вперше з'явилася в процесорах архітектури AMD64, включаючи процесори AMD Opteron і AMD Athlon 64, а також з AMD Turion 64 мобільних технологій.